# Bezirk Peczeniżyn
Bezirk Peczeniżyn – dawny powiat (Bezirk) kraju koronnego Królestwo Galicji i Lodomerii, funkcjonujący w latach 1854–1867. Siedzibą starostwa było miasteczko Peczeniżyn.

## Historia
Bezirk Peczeniżyn utworzono w ramach reformy uwłaszczeniowej z okresu Wiosny Ludów (1848–1849), która likwidowała jurysdykcję właściciela ziemskiego nad poddanymi. W Galicji, dominium – jako podstawowa jednostka administracyjna i filar systemu feudalnego straciło rację bytu. Konieczne stało się zatem wprowadzenie nowego systemu administracyjnego, którego zręby powstały w latach 1851–1855. Nowy trójstopniowy podział administracyjny objął 21 cyrkułów (niem. Kreise), 179 małych powiatów (niem. Bezirke) i ponad 6000 gmin (niem. Gemeinde).
Bezirk Peczeniżyn objął obszar o wielkości 8,7 mil², zamieszkany przez 32.842 ludzi i podzielony na 28 gmin katastralnych, w tym dwa miasteczka (Jabłonów i Peczeniżyn). Wszedł w skład cyrkułu kołomyjskiego, jako jeden z jego dziewięciu powiatów. Na wschodzie powiat posiadał specyficzne wąskie ramię składające się z gmin Krasnostawce, Toporowce i Targowica, wdzierające się w głąb Bezirk Śniatyn.
Po nadaniu Galicji autonomii oraz powołaniu samorządu gminnego i powiatowego w 1865 zlikwidowano cyrkuły (Kreise). Dotychczasowe małe powiaty (Bezirke) w liczbie 179, utrzymały się do 1867 roku, kiedy to w następstwie kolejnej reformy administracyjnej (23 stycznia 1867) zostały zastąpione przez 74 większe powiaty. Obszar zniesionego Bezirk Peczeniżyn wszedł wtedy w skład nowych powiatów kołomyjskiego i kosowskiego (vide podział w tabeli poniżej). 1 sierpnia 1878 gminę Akreszory przeniesiono z powiatu kosowskiego do powiatu kołomyjskiego. 15 czerwca 1898 większość gmin dawnego Bezirk Peczeniżyn (te należące do nowo utworzonego powiatu sądowego Peczeniżyn) weszło w skład nowo utworzonego powiatu peczeniżyńskiego. 3 października 1899 z powiatu kosowskiego do powiatu peczeniżyńskiego przeniesiono jeszcze gminę Kosmacz. Powiat peczeniżyński zniesiono 1 kwietnia 1929, a jego obszar włączono do powiatu kołomyjskiego.

## Podział administracyjny (1854)
| Lp. | Gmina jednostkowa | Powierzchnia | Ludność | Powiat w 1867 po zniesieniu |
| --- | ----------------- | ------------ | ------- | --------------------------- |
| 1   | Peczeniżyn (m)    | 7410         | 3479    | kołomyjski                  |
| 2   | Iwanowce          | 1922         | 1013    | kołomyjski                  |
| 3   | Rakowczyk         | 2238         | 444     | kołomyjski                  |
| 4   | Kniaźdwór         | 1961         | 1701    | kołomyjski                  |
| 5   | Szeparowce        | 1518         | 419     | kołomyjski                  |
| 6   | Tłumaczyk         | 3767         | 1430    | kołomyjski                  |
| 7   | Kluczów Mały      | 853          | 676     | kołomyjski                  |
| 8   | Kluczów Wielki    | 5022         | 2436    | kołomyjski                  |
| 9   | Markówka          | 1422`        | 428     | kołomyjski                  |
| 10  | Młodiatyn         | 5517         | 1035    | kołomyjski                  |
| 11  | Rungury           | 4522         | 1080    | kołomyjski                  |
| 12  | Słoboda Rungurska | 2914         | 824     | kołomyjski                  |
| 13  | Jabłonów (m)      | 1402         | 1382    | kołomyjski                  |
| 14  | Akreszory         | 1274         | 605     | kosowski                    |
| 15  | Bania Berezowska  | 1867         | 799     | kołomyjski                  |
| 16  | Luczki            | 1867         | 292     | kołomyjski                  |
| 17  | Berezów Niżny     | 2269         | 1164    | kołomyjski                  |
| 18  | Berezów Wyżny     | 4684         | 2602    | kołomyjski                  |
| 19  | Ispas             | 3023         | 1332    | kołomyjski                  |
| 20  | Kowalówka         | 4529         | 254     | kołomyjski                  |
| 21  | Kosmacz           | 14317        | 2864    | kosowski                    |
| 22  | Myszyn            | 2536         | 1632    | kołomyjski                  |
| 23  | Stopczatów        | 7470         | 1287    | kołomyjski                  |
| 24  | Lucza             | 7470         | 962     | kołomyjski                  |
| 25  | Tekucza           | 2528         | 849     | kołomyjski                  |
| 26  | Bania Świrska     | 2528         | 184     | kołomyjski                  |
| 27  | Werbiąż Wyżny     | 904          | 738     | kołomyjski                  |
| 28  | Werbiąż Niżny     | 1301         | 931     | kołomyjski                  |

Objaśnienie:
(M) = miasto; (m) = miasteczko